# Sebastian Körber (Radsportler)

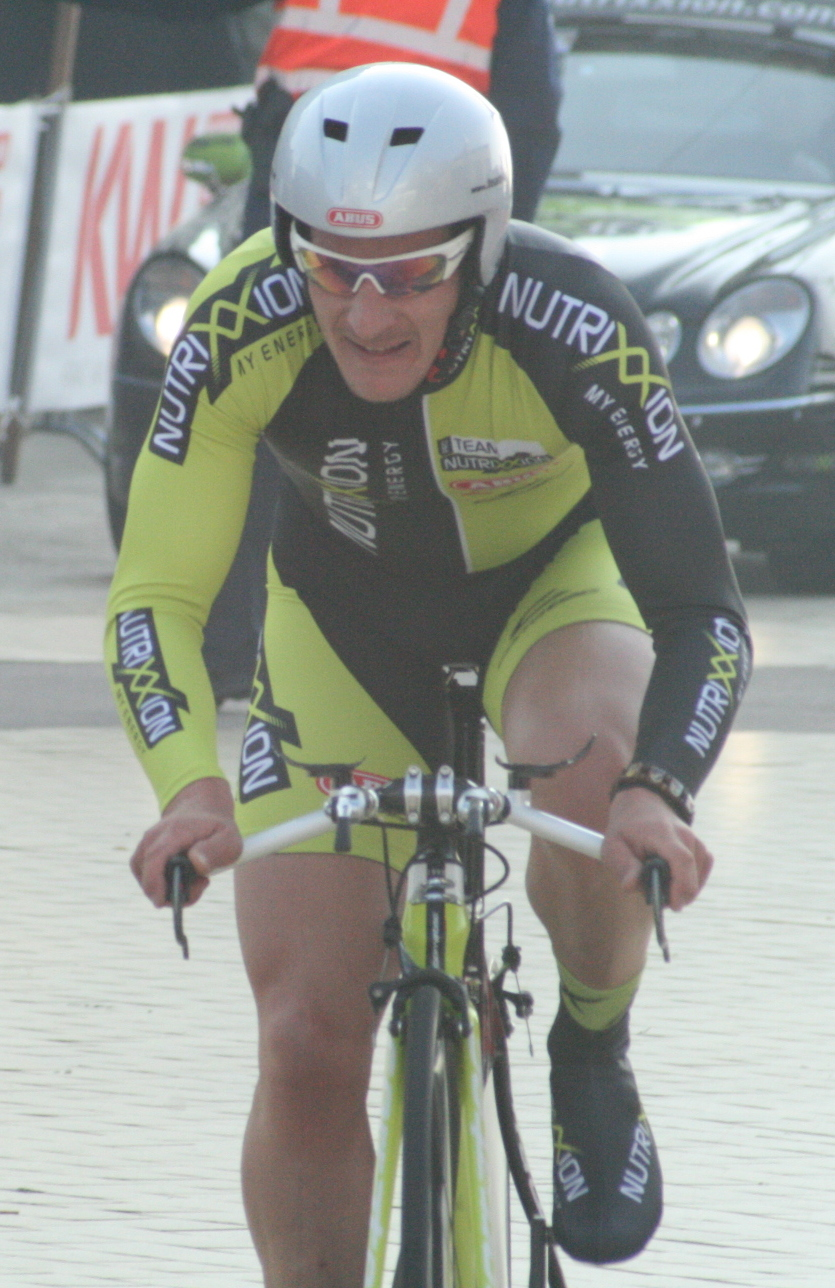
Sebastian Körber bei den Driedaagse van West-Vlaanderen 2011

Sebastian Körber (* 1. März 1984) ist ein deutscher Straßenradrennfahrer.
Sebastian Körber begann seine Karriere 2011 bei dem deutschen Continental Team Nutrixxion Sparkasse. In seinem ersten Jahr dort wurde er Neunter bei der Dorpenomloop Rucphen und Fünfter in der Gesamtwertung der Tour of Taihu. Im nächsten Jahr konnte er eine Etappe der Tour of Taihu Lake für sich entscheiden, nachdem er vorher bereits dreimal unter den besten Zehn gelandet ist. Im Jahr 2013 konnte Körber keine besonderen Erfolge erzielen. Nachdem sein Radsportteam sich am Saisonende aufgelöst hatte, entschied er sich wieder als Vereinsfahrer zu starten und sich vermehrt dem Steherrennen zu widmen.

## Erfolge
2012
- eine Etappe Tour of Taihu Lake